# Gregorio Leti
Gregorio Leti (* 29. Mai 1630 in Mailand; † 9. Juni 1701 in Amsterdam) war ein italienischer Historiker und Satiriker aus Mailand, der manchmal unter dem Pseudonym Abbe Gualdi, L’abbé Gualdi, oder Gualdus veröffentlichte und für seine Werke über die katholische Kirche, insbesondere das Papsttum, bekannt war. Alle seine Veröffentlichungen waren im Index librorum prohibitorum aufgeführt.

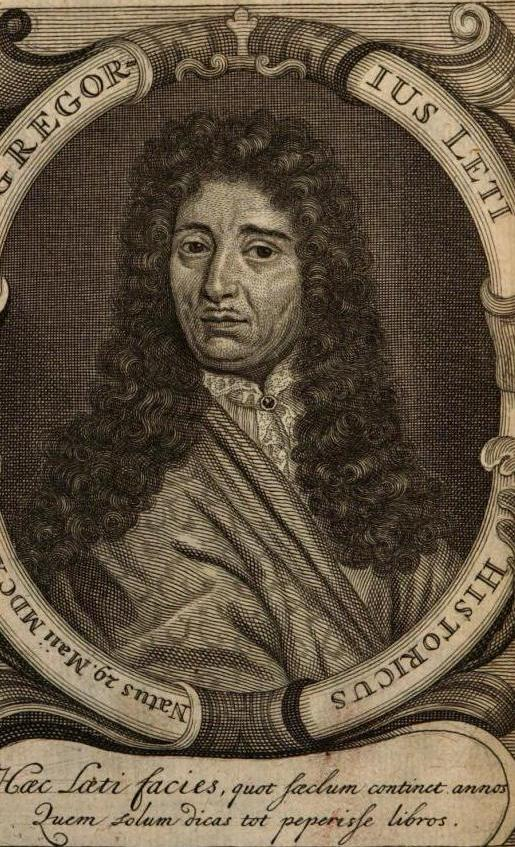
Porträt von Gregorio Leti in „Vita di Don Pietro Giron, duca d’Ossuna“, Band 2, 1699

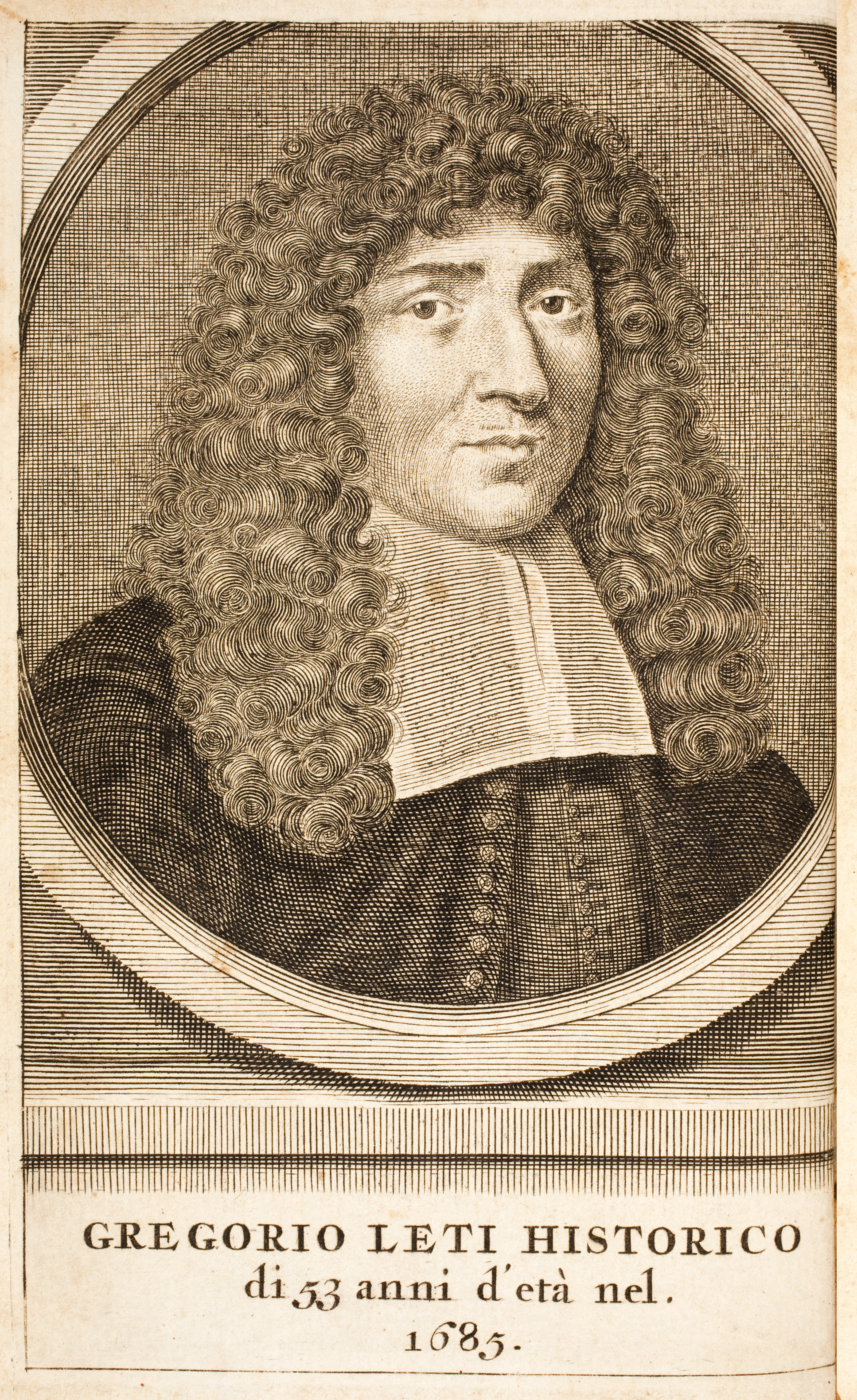
Kupferstich von Gregorio Leti

## Leben
Er wurde am 29. Mai 1630 in Mailand als Sohn von Girolamo Leti und Isabella Lampugnano geboren.
Letis Großvater väterlicherseits, Marco, stand zwei Jahre lang im Dienst von Kardinal Ippolito Aldobrandini und war dann Richter in Ancona. Er heiratete Laura Pizzi und hatte zwei Kinder, Agostino Francesco Nicola und Girolamo. Girolamo verfolgte eine militärische Karriere unter den Medici. Im Jahr 1628 wurde er von Ferdinando II. de’ Medici als Infanteriehauptmann nach Mailand geschickt, um die Spanier zu unterstützen. Hier lernte Girolamo Isabella, eine Mailänder Adlige, kennen und heiratete sie. Aus dieser Ehe gingen Caterina (die Cesare Reina, Sekretär des Senats von Mailand, heiratete) und ein Sohn, Leti, hervor.
1632 folgte Leti seinen Eltern nach Amantea, wo Girolamo Garnisonskommandant wurde. Nach dem Tod seines Vaters wurde Leti 1639 von seiner Mutter auf das Jesuitenkolleg in Cosenza geschickt, wo er bis 1644 blieb, bis er der Einladung seines Onkels Agostino folgte, zu ihm nach Rom zu kommen. In Rom versuchte sein Onkel vergeblich, Leti für eine juristische oder kirchliche Laufbahn zu ermutigen. Unter diesem Druck beschloss Leti, zu seiner Mutter nach Mailand zurückzukehren, wo er bis zu ihrem Tod im Jahr 1646 blieb.
Mit 16 Jahren verwaist war er gezwungen zu seinem Onkel zurückkehren, der nun Pfarrer in Orvieto war, und sich an die strenge Disziplin seines Lehrers Don Agostino Cauli anpassen. Er blieb bis 1654 in der Obhut seines Onkels, zog 1647 nach Neapel, 1650 nach Mailand und kehrte 1652 nach Rom zurück, wo er Kontakte zur Accademia degli Umoristi knüpfte.
Nachdem es seinem Onkel Agostino nicht gelungen war, seinen Neffen in einem geeigneten Beruf auszubilden, überließ er Leti 1654 schließlich die Verwaltung seines Erbes und ließ ihn frei reisen. Angesichts finanzieller Schwierigkeiten kehrte Leti 1655 zu seinem Onkel zurück, der inzwischen Bischof von Acquapendente in Umbrien geworden war. Hier lernte er Antonia Ferretti kennen und wollte sie heiraten. Nachdem er von seinem Onkel eine Absage erhalten hatte, verließ er ihn endgültig.
Er verließ Italien und zog nach Genf, wo er 1660 die Tochter des Genfer Arztes Antoine Guérin heiratete. Obwohl Leti in einer Jesuitenschule erzogen wurde, wurde er später Protestant. Er lebte am Hof Ludwigs XIV. von Frankreich und 1680 am Hof Karls II. von England, der ihn beauftragte, eine Geschichte Englands zu schreiben. Leti hatte Zugang zur Bibliothek des Earl of Anglesey, die über 5.000 Bände umfasste, sowie zur Bibliothek von Bischof Gilbert Burnet. Er schrieb die erste Biografie von Elisabeth I. von England, die viele romantische Verzierungen über ihre Jugend und ihre Mutter Anne Boleyn enthält. Dennoch könnte er Dokumente verwendet haben, die er in den englischen Bibliotheken gefunden hat. Leti wurde auch zum Mitglied der Royal Society gewählt.
Nach der Veröffentlichung einer Anekdotensammlung, die Karl II. beleidigten, Il Teatro Britannico, floh Leti 1683 aus England nach Amsterdam, wo er 1685 zum Stadthistoriker ernannt wurde. Er starb 1701 in Amsterdam.
Letis Biographie von Papst Sixtus V. wurde in viele Sprachen übersetzt und enthält eine Anekdote, die dem berüchtigten „ein Pfund Fleisch“ aus William Shakespeares Der Kaufmann von Venedig ähnelt. Die Catholic Encyclopedia bezeichnet Leti als „verlogen und ungenau“ und kritisiert auch Werke, die als Ableitung von Letis „antipäpstlichen Geschichten“ beschrieben werden. Mosheim, ein lutherischer Kirchenhistoriker, bezeichnete Leti als „ungenau und untreu“. Laut Thomas Adolphus Trollope ist „seine Ungenauigkeit als Historiker berüchtigt“. Auch weltliche Schriftsteller haben seine Biografie über Sixtus V. als „auf sehr geringer Kompetenz beruhend“ bezeichnet. Unter seinen Kritikern wird Leti manchmal als der „Varillas Italiens“ bezeichnet.
Leti war der Schwiegervater des Gelehrten und Theologen Jean Leclerc.

## Werke
- 1666 Histoire de Donna Olimpia Maldachini
- 1667 Il Nipotismo di Roma, o vero relatione delle ragioni che muovono i Pontefici all’ aggrandimento de’ Nipoti („Päpstliche Vetternwirtschaft oder die wahren Gründe, die die Päpste dazu zwingen, ihre Neffen mächtig zu machen“[3])
- 1668 Il Cardinalissimo di Santa Chiesa
- 1668 Gregorio Leti: Il pvttanisno romano, à vero, Conclave generale delle puttane della corte. (loc.gov).
- 1671 Le visioni politiche sopra gli interessi più reconditi di tutti i principi e repubbliche della Cristianità
- 1672 L’Europa Gelosa
- 1682 La Vita della Regina Elizabetta
- 1684 Il Teatro Britannico
- 1685 L’histoire de la vie du Pape Sixte Cinquième
- 1685 Il ceremoniale historico e politico, opera utilissima a tutti gli Ambasciatori
- 1686 Historia Genevrena
- 1690 Gregorio Leti: Teatro Belgico, o vero Ritratti Historici, Chronologici, Politici, e Geografici. (google.com).
- 1693 Historia overo Vita di Elisabetta, Regina d’Inghilterra
- 1697 Critique historique, politique, morale, économique, & comique sur les lotteries